# Hyun Sook-hee
Hyun Sook-hee (* 3. März 1971) ist eine ehemalige südkoreanische Judoka. Sie gewann eine olympische Silbermedaille im Halbleichtgewicht.

## Karriere
Hyun Sook-hee belegte den siebten Platz bei den Weltmeisterschaften 1993. Im gleichen Jahr gewann sie ihren ersten Titel bei den Asienmeisterschaften. Bei den Asienspielen 1994 siegte sie im Finale gegen die Japanerin Atsuko Takeda. Zwei Monate später gewann sie eine Bronzemedaille bei den Weltmeisterschaften der Studierenden. Wie 1993 belegte Hyun auch bei den Weltmeisterschaften 1995 den siebten Platz.
Im Sommer 1996 bezwang sie bei den Olympischen Spielen in Atlanta im Viertelfinale die Argentinierin Carolina Mariani durch Ippon. Im Halbfinale siegte sie über die Kubanerin Legna Verdecia durch eine Strafe für die Kubanerin (chui). Im Finale gewann die Französin Marie-Claire Restoux durch eine kleine Wertung (yuko). Bei den Weltmeisterschaften 1997 in Paris unterlag Hyun in ihrem ersten Kampf der Nordkoreanerin Kye Sun-hui. Mit vier Siegen in der Hoffnungsrunde sicherte sich Hyun eine Bronzemedaille.